# Landing at Low Tide
Landing at Low Tide er en britisk stumfilm fra 1896 af Birt Acres.